# Brice Roger
Brice Roger (ur. 9 sierpnia 1990 w Bourg-Saint-Maurice) – francuski narciarz alpejski.

## Kariera
Po raz pierwszy na arenie międzynarodowej Brice Roger pojawił się 29 listopada 2005 roku w Tignes, gdzie w zawodach FIS Race w slalomie zajął 59. miejsce. W 2007 roku zdobył brązowy medal w tej konkurencji podczas olimpijskiego festiwalu młodzieży Europy w Jace. W 2008 roku wystartował na mistrzostwach świata juniorów w Formigal, gdzie nie ukończył rywalizacji w zjeździe. Wystartował także na rozgrywanych dwa lata później mistrzostwach świata juniorów w Mont Blanc, gdzie jego najlepszym wynikiem było trzynaste miejsce w supergigancie.
W zawodach Pucharu Świata zadebiutował 29 stycznia 2011 roku w Chamonix, zajmując 54. miejsce w zjeździe. Pierwsze pucharowe punkty wywalczył blisko trzy lata później, 29 grudnia 2011 roku w Bormio, zajmując 30. miejsce w tej samej konkurencji. Pierwszy raz na podium zawodów tego cyklu stanął 19 marca 2015 roku w Meribel, zajmując trzecie miejsce w supergigancie. W zawodach tych wyprzedzili go jedynie Dustin Cook z Kanady oraz Norweg Kjetil Jansrud. Najlepsze wyniki osiągnął w sezonie 2014/2015, kiedy zajął 49. miejsce w klasyfikacji generalnej. W 2013 roku wystartował na mistrzostwach świata w Schladming, zajmując między innymi piętnaste miejsce w zjeździe. Podczas rozgrywanych dwa lata później mistrzostw świata w Vail/Beaver Creek zajął dwunastą pozycję w supergigancie. W 2018 roku wystartował na igrzyskach olimpijskich w Pjongczangu, zajmując ósme miejsce w zjeździe i dziewiętnaste w supergigancie. Rok po igrzyskach na mistrzostwach świata w Åre zajął 7. pozycję w supergigancie oraz 19. miejsce w zjeździe.

## Osiągnięcia

### Igrzyska olimpijskie
| Miejsce | Dzień     | Rok  | Miejscowość | Konkurencja | Czas biegu | Strata | Zwycięzca          |
| ------- | --------- | ---- | ----------- | ----------- | ---------- | ------ | ------------------ |
| 8.      | 15 lutego | 2018 | Pjongczang  | Zjazd       | 1:40,25    | +1,14  | Aksel Lund Svindal |
| 19.     | 16 lutego | 2018 | Pjongczang  | Supergigant | 1:24,44    | +1,66  | Matthias Mayer     |

### Mistrzostwa świata
| Miejsce | Dzień     | Rok  | Miejscowość       | Konkurencja     | Czas biegu | Strata | Zwycięzca          |
| ------- | --------- | ---- | ----------------- | --------------- | ---------- | ------ | ------------------ |
| 15.     | 9 lutego  | 2013 | Schladming        | Zjazd           | 2:01,32    | +2,14  | Aksel Lund Svindal |
| DNF1    | 11 lutego | 2013 | Schladming        | Superkombinacja | 2:56,96    | -      | Ted Ligety         |
| 12.     | 5 lutego  | 2015 | Vail/Beaver Creek | Supergigant     | 1:15,68    | +0,82  | Hannes Reichelt    |
| 18.     | 9 lutego  | 2017 | Sankt Moritz      | Supergigant     | 1:25,38    | +1,84  | Erik Guay          |
| 10.     | 12 lutego | 2017 | Sankt Moritz      | Zjazd           | 1:38,91    | +0,82  | Beat Feuz          |
| 7.      | 6 lutego  | 2019 | Åre               | Supergigant     | 1:24,61    | +0,41  | Dominik Paris      |
| 19.     | 9 lutego  | 2019 | Åre               | Zjazd           | 1:21,38    | +1,40  | Kjetil Jansrud     |

### Mistrzostwa świata juniorów
| Miejsce | Dzień       | Rok  | Miejscowość       | Konkurencja | Czas biegu | Strata | Zwycięzca         |
| ------- | ----------- | ---- | ----------------- | ----------- | ---------- | ------ | ----------------- |
| DNF1    | 26 lutego   | 2008 | Formigal          | Zjazd       | 1:45,31    | -      | Hagen Patscheider |
| DNF2    | 31 stycznia | 2010 | Region Mont Blanc | Gigant      | 2:17,55    | -      | Mathieu Faivre    |
| 13.     | 1 lutego    | 2010 | Region Mont Blanc | Supergigant | 1:29,71    | +1,34  | Maxence Muzaton   |
| DNF2    | 2 lutego    | 2010 | Region Mont Blanc | Slalom      | 1:30,97    | -      | Reto Schmidiger   |
| 21.     | 4 lutego    | 2010 | Region Mont Blanc | Zjazd       | 1:19,32    | +1,16  | Mattia Casse      |

### Puchar Świata

#### Miejsca w klasyfikacji generalnej
- sezon 2011/2012: 118.
- sezon 2012/2013: 76.
- sezon 2013/2014: 76.
- sezon 2014/2015: 49.
- sezon 2015/2016: 118.
- sezon 2016/2017: 93.
- sezon 2017/2018: 38.

#### Miejsca na podium w zawodach
1. Meribel – 19 marca 2015 (supergigant) – 3. miejsce
2. Kvitfjell – 11 marca 2018 (supergigant) – 3. miejsce